# أندريه غوثير (فنان)
أندريه غوثير هو ضابط وفنان كندي، ولد في 1935 في أوتاوا في كندا، وتوفي في 26 أكتوبر 2017.